# Typhlops coecatus
Espèce
Synonymes
- Typhlops caecatus Jan, 1864
- Letheobia caecata (Jan, 1864)

Statut de conservation UICN

 LC  : Préoccupation mineure
Typhlops coecatus est une espèce de serpents de la famille des Typhlopidae. 

## Répartition
Cette espèce se rencontre au Ghana et en Côte d'Ivoire.

## Publication originale
- Jan, 1864 : Iconographie générale des ophidiens. Tome 3, J. B. Balliere et Fils, Paris (texte intégral).